# Chūō-Ichibamae (métro municipal de Kobe)
Chūō-Ichibamae (中央市場前駅, Chūō-Ichibamae-eki) est une station de la ligne Kaigan du métro municipal de Kobe. Elle est située dans l'arrondissement Hyōgo de Kobe, préfecture de Hyōgo au Japon.
Mise en service en 2001, elle est desservie par les rames de la ligne Kaigan (bleue).

## Situation ferroviaire

Plan du métro.

Établie en souterrain, Chūō-Ichibamae est une station de passage, au point kilométrique (PK) 3,7, de la ligne Kaigan (bleue) du métro municipal de Kobe. Elle est située entre la station Harborland, en direction du terminus sud Sannomiya-Hanadokeimae, et la station Wadamisaki, en direction du terminus nord Shin-Nagata.
Elle dispose d'un quai central encadré par les deux voies de la ligne.

## Histoire
La station Chūō-Ichibamae  est mise en service le 7 juillet 2001, lorsque le Bureau des transports municipaux de Kobe ouvre à l'exploitation les 7,9 kilomètres de la ligne Kaigan, entre Sannomiya-Hanadokeimae et  Shin-Nagata.
En 2010, la fréquentation journalière de la station était de 1 759 personnes

## Services aux voyageurs

### Accès et accueil
La station dispose de trois accès. Pour les personnes à la mobilité réduite un parcours spécifiques est signalé avec un ascenseur pour rejoindre le niveau -1 puis un deuxième ascenseur pour rejoindre le quais de la station. La carte ICOCA est possible pour l’accès aux portillon  d’accès aux quais.

Installations
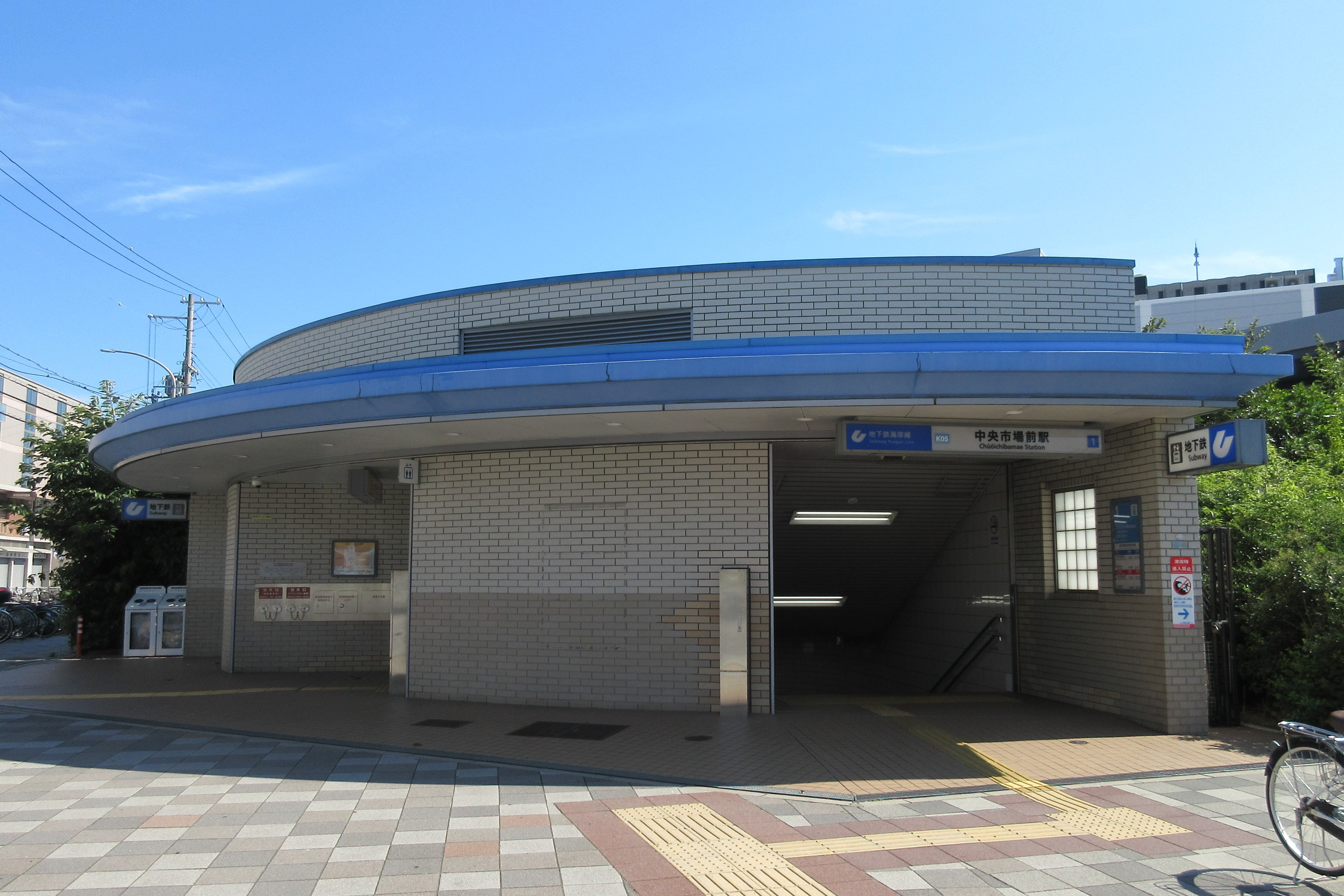
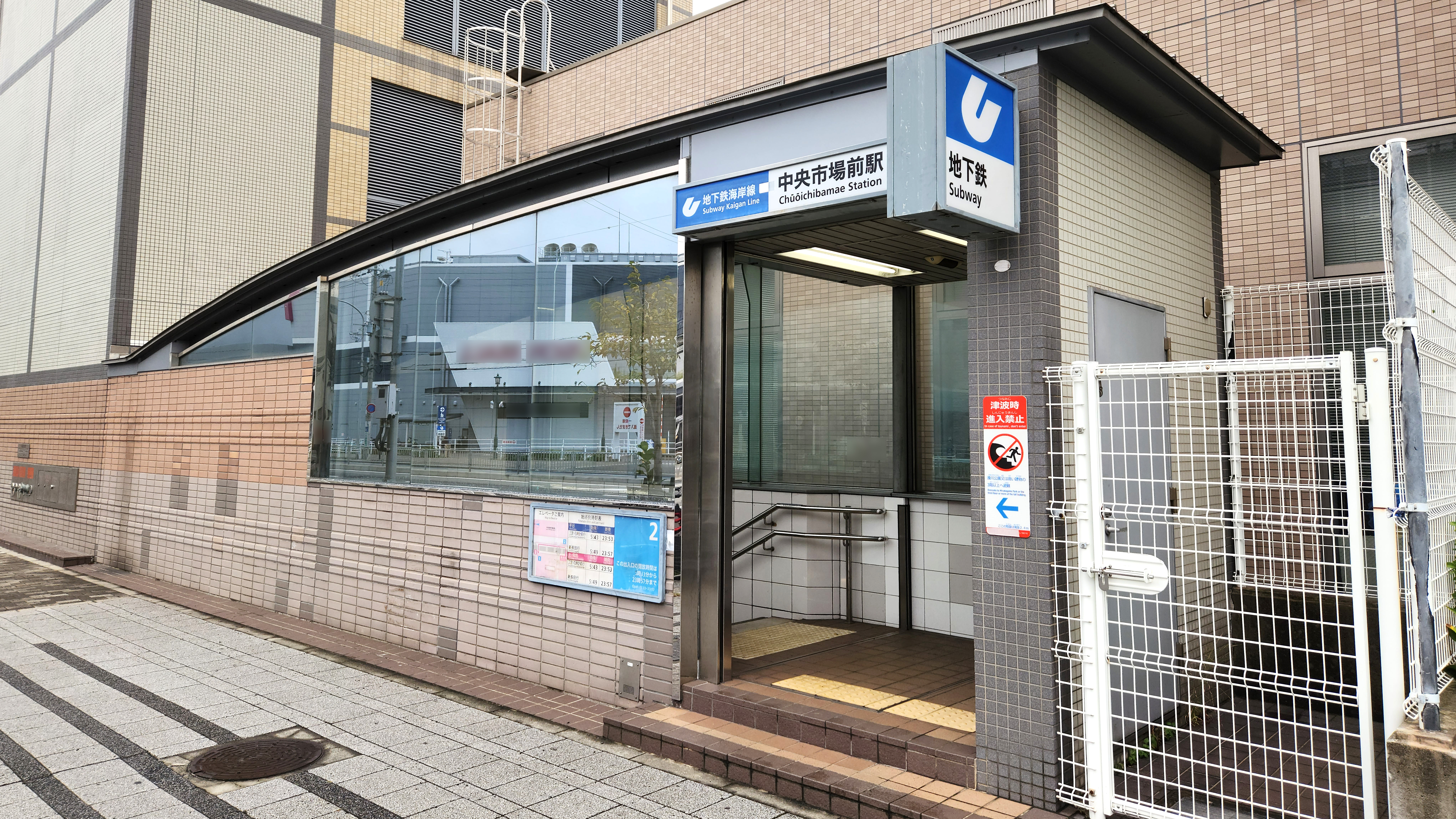
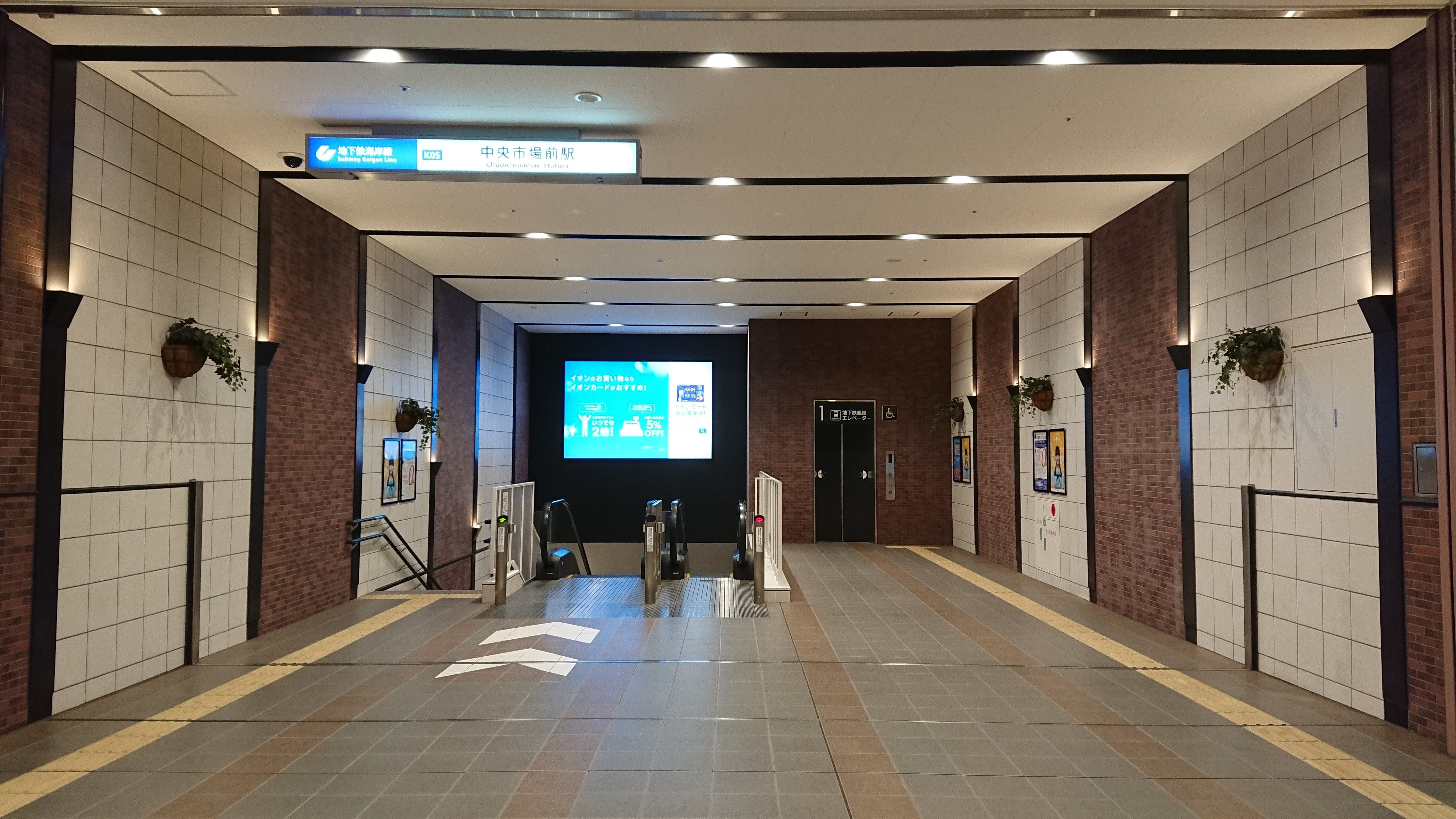

### Desserte
Chūō-Ichibamae est desservie par les rames qui circulent sur la ligne Kaigan (bleue). Sur le quai central, la voie 1 est desservie par les rames en direction de Sannomiya-Hanadokeimae et la voie 2 par celles en direction de Shin-Nagata.

Installations et desserte
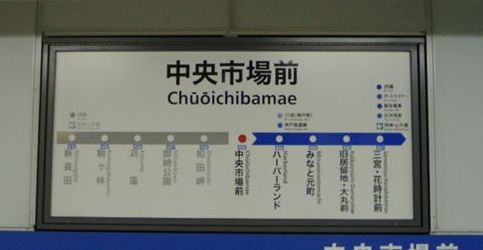
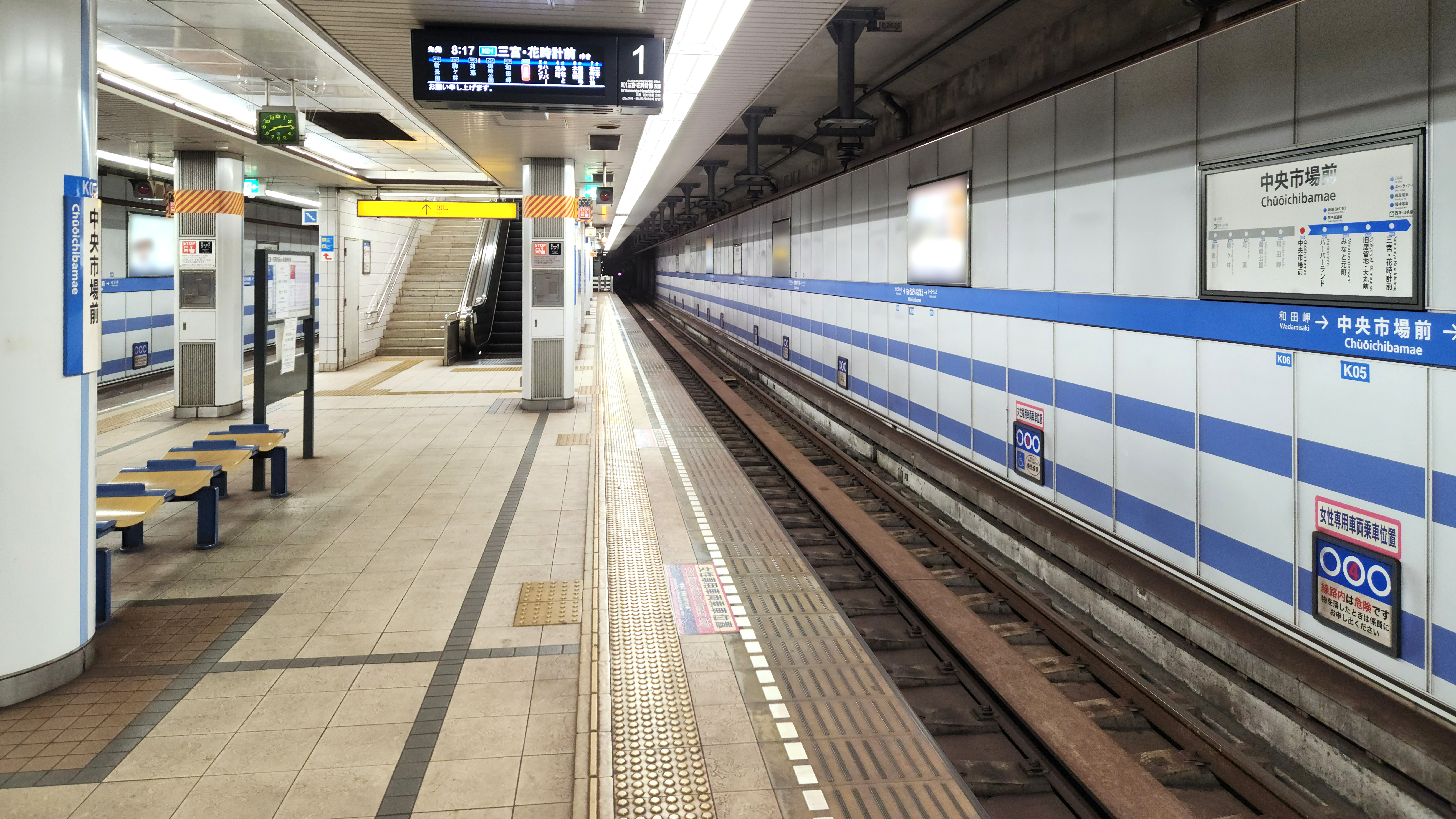

## À proximité
La gare permet d'accéder à plusieurs lieux remarquables, les temples de : Noufuku-ji, Sinko-ji, Raigo-ji, Yakusen-ji et Kinko-ji, ainsi qu'au marché de vente de Kobe Chūō.